# 30万人募兵令

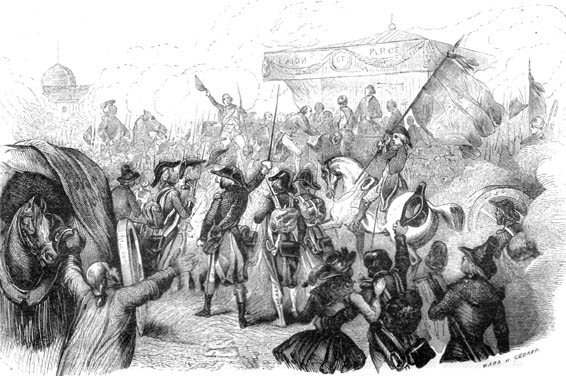
「祖国は危機にあり」の宣言に応じて募兵登録する市民と出立する兵士（1792 年）

30万人募兵令（さんじゅうまんにんぼへいれい、仏: Levée de 300,000 hommes）は、フランス革命期の1793年2月24日に国民公会によって制定されたもので、苦境に陥った革命戦争に必要な兵士30万人を募集するにあたり、志願兵の不足分を各市町村に割り当てて強制徴募する法律である。30万人動員令、または募兵法ともいう。この法令はアマルガム法と同時に審議され、共和国軍の再編成を意図したものであった。
徴集兵の人選方法の決定は市町村会の多数決に委ねられたが、代理人制度が認められるなど、いくつか不平等な条項があり、農村部ではアンシャン・レジーム時代に農民に課されたくじ引き兵役を思い起こさせたために激しい反発を生み、ヴァンデの反乱を引き起こした。内戦の勃発は恐怖政治を誕生させ、国民総動員令（仏: Levée en masse）によって法令はさらに強化されるが、徴兵制度とは趣旨が異なり、義務兵役ではなく、あくまでも志願兵制度を基本として不足分を補充するに留まるものであった。

## 背景

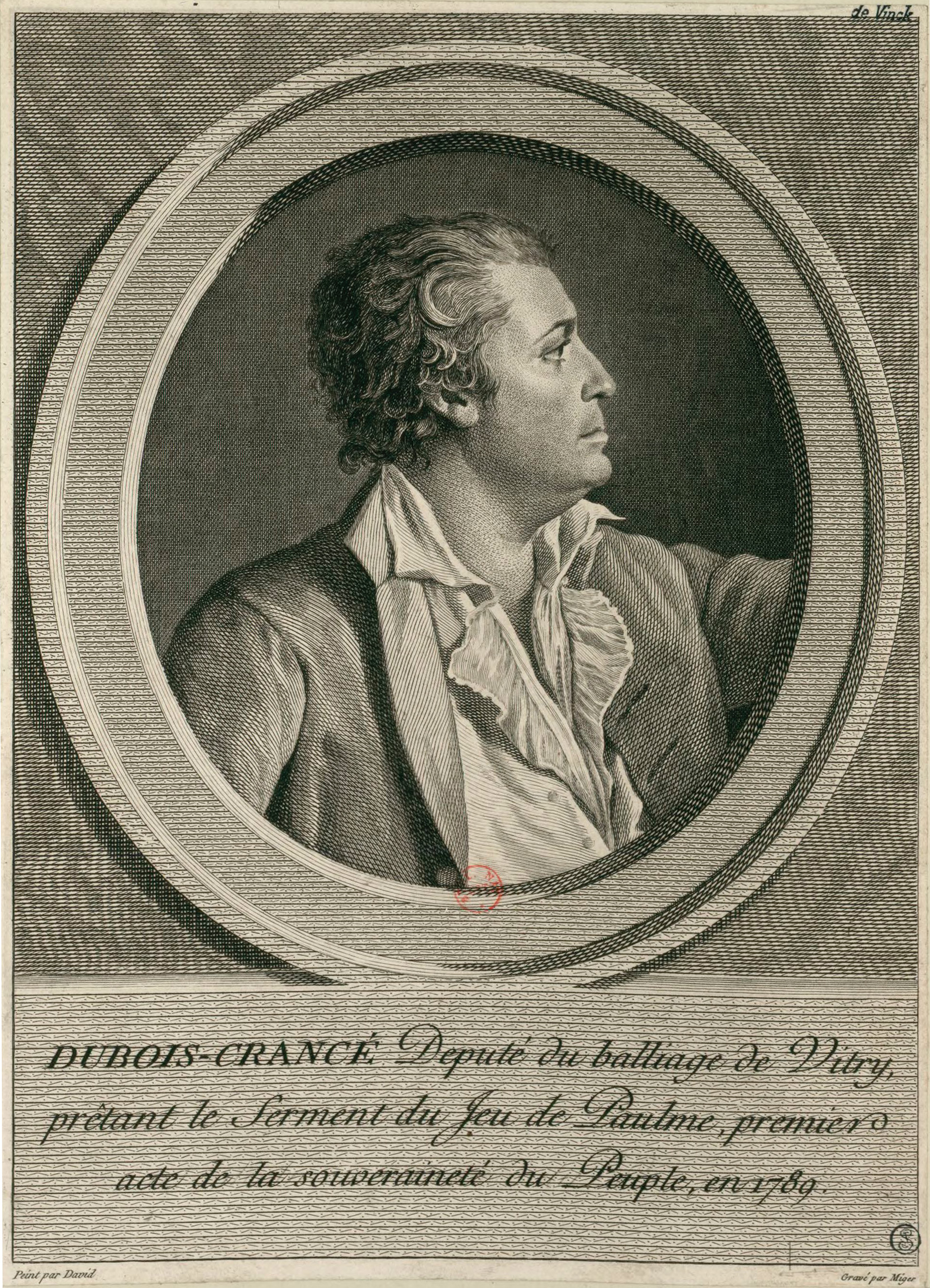
ダヴィッド作のデュボワ＝クランセの肖像

フランス革命は、アンシャン・レジームの職業軍人を中核とする軍隊をそのまま受け継いだが、この古い軍隊での士官は1781年のセギュール (Philippe Henri de Ségur) 法により4代までさかのぼる貴族に限定されていて、戦時に必要になる兵員は、外国人傭兵と農村に課された封建的な兵役（国民民兵制）に依存し、徴集は地方ごとに連隊の枠内で行われていた。また過酷な規律と体罰を基本とする当時の軍隊では士気が低かったが、革命によって高められた平民の貴族との軋轢によって兵士の反抗が常態化し、1790年〜1791年にかけて各地では兵士の反乱とそれを鎮圧する事件とが相次いでいた。その最大のものはナンシーの反乱として知られる。
軍隊は、9,000人の貴族士官のうち約半数が亡命しているような状態で、兵士についても1791年5月4日に国民民兵制が廃止されて、自由意志に基づく軍隊になったのは良いが、平時体制で数を通常よりも大きく減らしたままで、新たな召集手段を持たなかった。数の不足を補うべく、6月13日に国民義勇兵制度を創設し、各県の国民衛兵の中から20人に1人割合で選抜して軍に編入したが、それを含めても戦前の段階で軍隊には10万人がいただけであった。
このような実態にもかかわらず、ピルニッツ宣言の挑発を受けたフランス国内では政治的理由で開戦論が勢いづいた。1792年4月20日、フランスがオーストリアへ宣戦布告してフランス革命戦争が勃発すると、この統制を乱し、数も十分とは言えない軍隊は連戦連敗したため、7月11日、立法議会は「祖国は危機にあり」の宣言を出して、緊急に新たな志願兵を募った。8月10日事件の王制打倒の熱気そのままに多くの市民がこの応募に殺到し、大量の士気旺盛なる志願兵を中心とした新しい軍隊は、9月以降めざましく活躍して、ヴァルミーの戦いやジェマップ会戦 (Battle of Jemappes) で勝利して、外国軍を国境の外に撃退することに成功した。
しかし短期間で決着すると思われていた戦争の長期化は別の問題を発生させた。開戦前の1791年12月28日の法令によって「志願兵は各戦役の終わりには自由に退役でき」「戦役は毎年12月1日に終わるとみなされる」と規定されていたため、志願兵を拘束できる契約期間は1年に過ぎなかったから、1792年末には兵士達の帰休と除隊で、隊列は大きく損なわれ、軍隊は人員の不足に見舞われたのである。熱狂的な市民のあらかたはすでに出征を経験しており、さらに志願者を募るのは難しい情勢であったので、ある程度義務的な兵役制度の助けを借りる必要があった。
軍事委員会の委員で、山岳派の議員エドモン・ルイ・アレクシス・デュボワ＝クランセ (Edmond Louis Alexis Dubois-Crancé) は、かねてから兵役の義務化を考えていたが、1793年1月5日、前線を視察して50万の軍隊を作り上げるためには追加で30万人の兵員募集が必要であると報告し、法制化が進められることになった。次いで2月7日、デュボワ＝クランセは旧職業軍隊と志願兵部隊の融合が必要であるとアマルガム法の制定も提唱したが、2月12日、サン＝ジュストがこれに同調して演説し、軍隊に民主化のためとして選挙制の昇進制度を付け加えた。後者は実施が間に合わなかったが、2月24日、30万人募兵令は議会で可決され、新しい軍団の創設が急がれた。

## 内容
この法令は、国民公会が兵士30万人の召集を求めるにあたって、各市町村に割り当てられた登録人数に志願者の数が満たない場合に、「満18歳以上41歳未満の未婚または子供のない独身男性である全てのフランス人市民」（総則第1条）を対象として、人員の徴用が実行されるものであった。選考の方法は、市町村会が独自に多数決で決めることとされて、法令には明記されなかった。実際には多くが旧来の抽選もしくは指名という方法を採用した。
一方で、代理人制度は明記され、入隊すべきとされた市民は、18歳を超えた武装市民を代理人として立てることができた。（第1編第16条） その際には、代理を立てた市民は、自費で武器・装備・服装、旅費等のすべての費用を給与する義務があった。（第1編第17条）　  これらは一種の革命税として認識されており、金持ちに革命への一層の資金的貢献を求める意図があった。それで山岳派は指名の際には金持ちを選挙で強制的に選ぶように主張していた。しかし実際的には富裕層を兵役から免除したことになった。
第2編では装備・服装・武器および食糧についての規定があるが、費用は市町村が立て替えるか、自前の場合も国費で弁済されると決められており、国民衛兵などの規定と比べると大幅に緩和されて、貧困層の応募が容易にされた。市町村は資金を融通するために金持ちへの臨時課税が行え、その資金は志願兵と徴集兵に与えられる兵籍登録奨励金となった。
追加条項では、徴募割当てを越えて多くの志願兵を出した県を表彰するとしており、全体的に市民の愛国的・営利的・義務的な意欲を喚起して志願を促す程度のもので、比較的穏やかな内容の法令であった。

## 影響

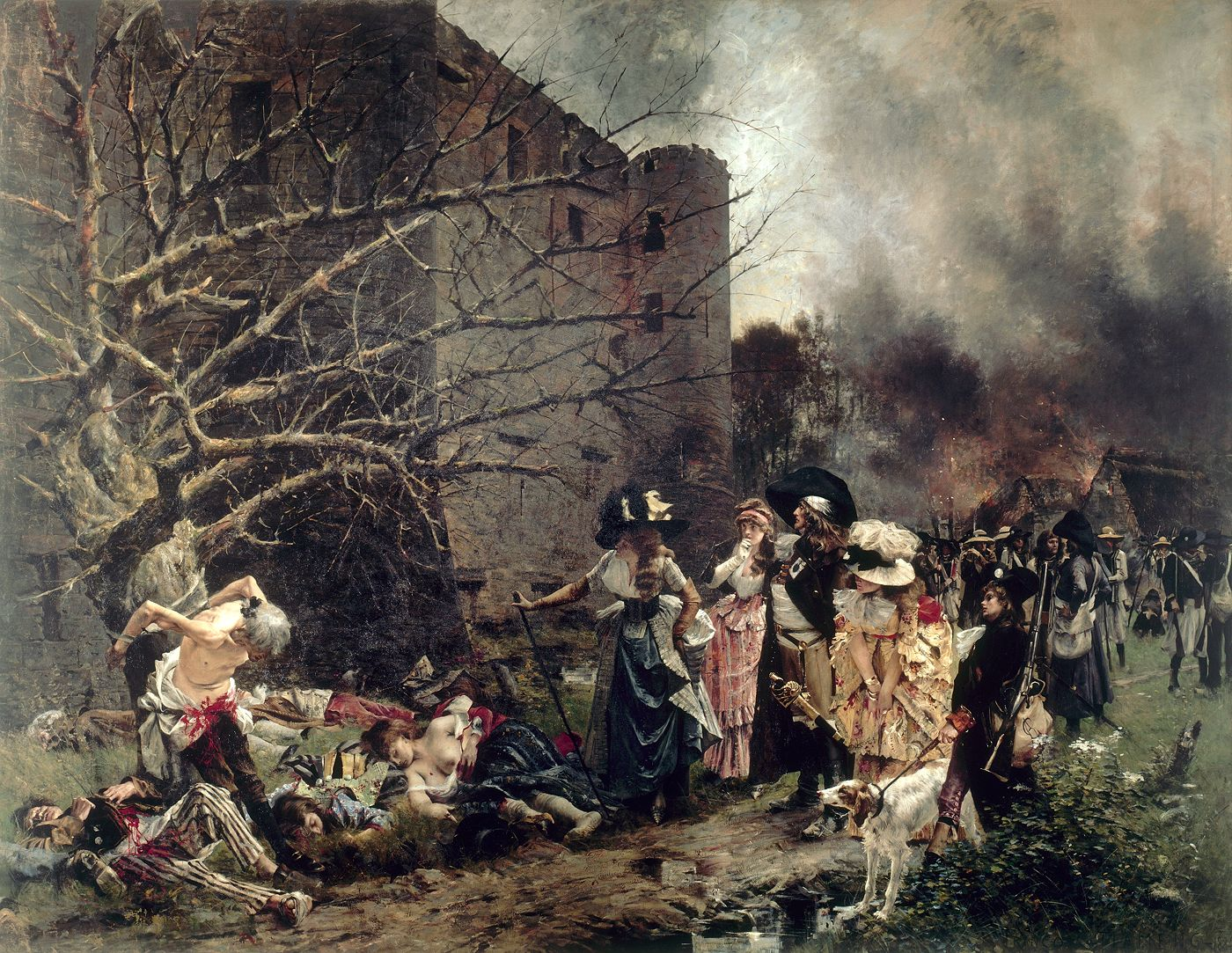
『マシュクールの虐殺』フラマン作

フランス西部で、30万人募兵令は想像を遙かに上回る猛烈な反対にあった。これらの地域ではすでに聖職者民事基本法に対する不満が渦巻いており、国王裁判と処刑は、宣誓拒否聖職者が説く反革命を感情的に支持する下地になっていたが、さらに追い打ちを掛けるように新たな血税が提起されたことで、特にアンシャン・レジームでくじ引き兵役を課された経験のある農民を激昂させた。西部では1793年3月中旬を境に、農民の一揆が瞬く間にショレ、ブレシュイールの一帯からイナゴの群れのように広がり始めた。マシュクールの町ではくじ引きが予定されていた3月10日に、元塩税役人に指揮された農民が都市の市民を襲った。虐殺は1ヶ月続き、郡長を拷問処刑したほか、国民衛兵を皆殺しにし、革命派と思われる住民は手当たり次第に銃殺や生き埋めという方法で処刑して、545名の犠牲者を出した。サン＝フロラン＝ル＝ヴィエイユ市では、3月12日に募兵の方法を決定する集会が予定されていたが、武装した2,000名の農民が市内に乱入して集会を妨害し、制止する国民衛兵の発砲を機に「国王万歳！僧侶万歳！」と叫んで蜂起した。彼らは市役所に放火し、金庫を壊してアッシニアをばらまいた。ティフォージュでは、周辺の村の農民800名が集結して、兵役逃れのために3月12日に市を攻撃して占領した。蜂起農民たちは反乱の指導者として王党派の貴族などを迎えて、近隣の都市を次々と占領して支配下に収め、勢力を拡大していった。ポルニック市は近隣の避難民で膨れあがっていたが、守る国民衛兵は僅か500名に過ぎなかった。反乱軍は彼らの不在時に急襲して占領し、逃げ遅れた男性は皆殺しにした。帰還した国民衛兵は略奪して酒を飲んで寝込んでいる叛徒を奇襲して都市を奪還したが、これを聞いたリーダーのシャレットは報復としてポルニックを町ごと焼き払った。ヴァンデ地方の4県は約2週間で反乱軍の手に落ちた。
こうして30万人募兵令は、パリと地方、都市と農民、宗教と革命との確執を反乱レベルにまで引き上げ、外国と戦争中であるフランスを、内乱の火の中へと放り込む結果となった。これはこの法令が全く意図しない事態であった。

内戦の発生は共和主義者を驚愕させ、次に激怒させた。断固たる革命防衛策を主張する山岳派の支持は激増した。内戦は緊急処置としての恐怖政治の確立を促したが、革命派の市民が自ら恐怖政治を熱望するようになったのは、ヴァンデのごとき裏切り者を懲罰する必要性を感じたからであった。虐殺に対する報復はさらに残忍さを増し、復讐の連鎖はヴァンデ戦争を地獄とした。また内外の戦争の危機に際してフランスは国民総動員令を定めて公安委員会と派遣議員に絶大なる権限を与える独裁をも容認したが、これもこの法令が生んだ副産物であった。